# David Zwilling
David Zwilling (Abtenau, 24 agosto 1949) è un ex sciatore alpino austriaco, campione del mondo nella discesa libera a Sankt Moritz 1974.

## Biografia
Sciatore polivalente, David Zwilling ottenne il primo risultato di rilievo in Coppa del Mondo il 6 gennaio 1969 sul difficile tracciato Chuenisbärgli di Adelboden in slalom gigante (9º); l'anno dopo ai Mondiali di Val Gardena 1970 si classificò 13º nella medesima specialità. Sempre in slalom gigante in Coppa del Mondo conquistò il primo podio, il 5 gennaio 1971 a Berchtesgaden (3º alle spalle dello svizzero Edmund Bruggmann e del francese Patrick Russel), e la prima vittoria, il 13 marzo dello stesso anno a Åre sempre in slalom gigante.
Agli XI Giochi olimpici invernali di Sapporo 1972, sua unica presenza olimpica, si classificò 7º sia nello slalom gigante, sia nello slalom speciale; il 19 dicembre dello stesso anno ottenne il secondo e ultimo successo in Coppa del Mondo, sulla 3-Tre di Madonna di Campiglio in slalom gigante, e in quella stagione 1972-1973 fu 2º nella classifica generale di Coppa del Mondo superato dal vincitore, l'italiano Gustav Thöni, di 15 punti.
L'anno dopo ai Mondiali di Sankt Moritz 1974 si aggiudicò due medaglie: quella d'oro nella discesa libera e quella d'argento nello slalom speciale. L'ultimo piazzamento della sua attività agonistica fu il 2º posto ottenuto nella combinata di Coppa del Mondo disputata a Wengen l'11 e il 12 gennaio 1975, dietro a  Thöni.

## Palmarès

### Mondiali
- 2 medaglie:
  - 1 oro (discesa libera a Sankt Moritz 1974)
  - 1 argento (slalom speciale a Sankt Moritz 1974)

### Coppa del Mondo
- Miglior piazzamento in classifica generale: 2º nel 1973
- 8 podi (2 in discesa libera, 4 in slalom gigante, 1 in slalom speciale, 1 in combinata):
  - 2 vittorie (entrambe in slalom gigante)
  - 2 secondi posti
  - 4 terzi posti

#### Coppa del Mondo - vittorie
| Data             | Località             | Paese  | Specialità |
| ---------------- | -------------------- | ------ | ---------- |
| 13 marzo 1971    | Åre                  | Svezia | GS         |
| 19 dicembre 1972 | Madonna di Campiglio | Italia | GS         |

Legenda:

GS = slalom gigante

### Campionati austriaci
- 9 medaglie[1]:
  - 4 ori (slalom gigante, combinata nel 1971; slalom gigante nel 1972; slalom speciale nel 1974)
  - 1 argento (combinata nel 1970)
  - 4 bronzi (discesa libera nel 1969; slalom gigante, slalom speciale nel 1970; slalom speciale nel 1971)